# مرغ باران مرمری
مرغ باران مرمری یا مرغ باران لکه‌دار (نام علمی: Pterodroma inexpectata) نام یک گونه از سرده مرغ باران خرمگسی است.